# Nicolás Wessberg et Karen Mogensen
Nicolás Wessberg et Karen Mogensen sont un couple de militants écologistes d'origine scandinave. Ils sont à la genèse des premières aires protégées du Costa Rica, la réserve nationale absolue de Cabo Blanco et le parc national Corcovado.

## Biographie

### Jeunesse de Nicolás Wessberg
Nils Olof Hugo Wessberg Geissler, surnommé Olle, fils de Hugo Wessberg et de Gertrud Geissler, nait le 15 juillet 1919 à Eberswalde, en Allemagne,.
Le père de Olle, Hugo Wessberg, est originaire de Suède. Parti étudier en Allemagne à la Fachhochschule Eberswalde, une école d'ingénieurs forestiers, il y rencontre l'allemande Gertrud Geissler avec qui il aura deux enfants, Olle et Hilde. À la fin de ses études, et peu après la naissance de Olle, Hugo Wessberg retourne en Suède avec sa famille et ils s'installent à Skara. En 1940, il achète une propriété à Ekholmen, un hameau de la commune de Ulricehamn.
Du 21 février 1939 au 29 avril 1951, Nils Olof Wessberg s'engage comme réserviste sur la base militaire de Skövde. En 1947, Gertrud décède des suites d'une tumeur du cerveau et Olle suspecte alors un lien avec des problèmes environnementaux. En 1951, sa sœur Hilde meurt de la même maladie et il est alors convaincu que cela découle de leur régime alimentaire, à la suite de quoi il se convertit au végétarisme.

### Jeunesse de Karen Mogensen
Karen Mogensen Fischer, fille de Valdemar Mogensen et de Cristine Fischer, nait le 4 août 1926 dans la ville danoise de Holstebro.

### Union et voyage de Nicolás et Karen
Afin de pouvoir mener une vie fidèle à ses convictions, Olle décide de mettre fin à sa carrière militaire au début des années 1950, et devient propriétaire d'un verger planté de pommiers à Speleby, un hameau de la commune suédoise de Tibro, avec l'intention de vivre de l'exploitation de la terre. Peu après, il rencontre Karen dans une chambre d'hôtes crudivore, The raw food guest house, située à Humlegården, au Danemark. Ils se marient en 1952 et s'intallent à Speleby. Alors qu'elle est enceinte, Karen est victime d'un accident à vélo et se voit contrainte d'avorter.
Le 13 février 1954, ils embarquent à bord d'un cargo, le Astrid Bakke, qui réalise son voyage inaugural en direction de l'Amérique. Pendant plus d'un an, ils voyagent à travers le continent (Mexique, Équateur...) à la recherche d'un lieu de vie idéal.

### Installation au Costa Rica
Ils entrent sur le territoire du Costa Rica le 15 mai 1955. À la suite d'un rêve de Karen dans lequel elle se trouvait debout face à l'océan Pacifique, entourée d'immenses arbres portant des fleurs magnifiques, ils se mettent à la recherche de cet endroit. Lors d'une expédition en barque le long de la côte du Pacifique, Karen reconnait l'endroit dont elle a rêvé, et ils mettent pied à terre à 2 km au nord de la localité de Montezuma, sur la péninsule de Nicoya. Ils acquièrent une parcelle de ce terrain et y plantent 32 espèces d'arbres fruitiers, ayant décidé de se nourrir uniquement de fruits et légumes.

### Campagne pour la création d'une aire protégée
Le couple se rend compte rapidement que les forêts de la péninsule ont déjà été largement rasées à des fins d'exploitation agricole et décident de sauver une zone encore intacte en œuvrant à la création d'une réserve naturelle absolue. Ils lancent une pétition qu'ils transmettent à diverses personnes et organisations aux États-Unis et en Angleterre et se rendent à treize reprises à San José, capitale du Costa Rica, afin de convaincre le gouvernement. Ils obtiennent finalement le feu vert des autorités, donnant ainsi naissance à la première aire protégée d'Amérique centrale, la réserve nationale absolue de Cabo Blanco, par un décret du 21 octobre 1963.

### Disparition et mort de Nicolás
En juillet 1975, Nicolás se rend dans la péninsule d'Osa avec l'intention d'aboutir à la protection d'un nouveau territoire, la forêt de Corcovado. Il assure Karen d'être de retour pour son anniversaire le 4 août. N'étant pas de retour à la date promise, Karen a un mauvais pressentiment et décide de louer un avion afin de partir à sa recherche. Arrivée là-bas, on lui indique qu'Olle a passé une nuit dans une famille possédant une ferme sur la côte et qu'il s'est rendu ensuite dans la forêt en compagnie d'un jeune guide. Ce dernier serait reparti très peu de temps après en direction de San José et plus personne n'a eu de nouvelles d'Olle après ça. Épaulée par des paysans du coin, elle part à sa recherche et Karen finit par tomber sur le couteau de son mari planté dans un arbre puis par retrouvé les restes d'Olle. Son corps ayant été dévoré par les animaux durant les deux semaines passées depuis sa disparition, il ne restait que son squelette mais Karen put l'identifier grâce à la boussole et le sac-à-dos qui se trouvaient à côté. Nicolás Wessberg est mort officiellement le 23 juillet 1975 à l'âge de 56 ans, vingt ans après l'arrivée du couple au Costa Rica. Il a été assassiné par le guide qui l'accompagnait, probablement pour protéger les intérêts de locaux qui voyaient d'un mauvais œil la protection de cette zone riche en or et idéale pour la plantation de bananes. Le guide, condamné puis envoyé en prison, est tué par un autre détenu peu après. Karen récupéra les ossements de son mari pour les enterrer dans la forêt surplombant leur propriété.

### Création du parc de Corcovado
À la suite de l'annonce de l'assasinat de Nicolás, le président de la République du Costa Rica Daniel Oduber Quirós fit une déclaration à la télévision : « Le Suédois a donné sa vie pour protéger nos forêts. Il est maintenant de la responsabilité du Costa Rica de réaliser son rêve pour qu'il y ait un parc national à Corcovado ! ». Le parc national Corcovado est officiellement créé par un décret du 24 octobre 1975.

### Fin de vie de Karen
À la suite de la mort de Nicolás, Karen continua à vivre seule dans leur propriété et ouvrit une petite chambre d'hôtes appelée Cabinas Karen dans le centre de la localité de Montezuma. Elle meurt le 7 octobre 1994 d'un cancer du foie (carcinome hépatocellulaire). Sa dépouille fut inhumée aux côtés de celle de son époux, sur une colline située au beau milieu de la forêt qu'ils possédaient. Dans son testament, Karen fit don de leur propriété au gouvernement costaricien afin qu'il la convertisse en une réserve naturelle absolue qui portera le nom de son mari, ce qui fut effectif par un décret du 10 octobre 1994.

## Hommages et postérité
- Le film suédo-danois Et hjørne af paradis (Un coin de paradis), sorti en 1997[6], est inspiré de l'histoire de Nicolás Wessberg et Karen Mogensen[7].
- Le nom de Nicolás Wessberg a été donné à une réserve naturelle du Costa Rica, la Reserva Natural Absoluta Nicolás Wessberg[8]. D'une superficie de 50 ha, elle a été créée le 10 octobre 1994 et est située à 2 km au nord de Montezuma, à l'endroit où le couple s'était établi à leur arrivée dans la région.
- Le nom de Karen Mogensen a également été donné à une réserve naturelle du Costa Rica, la Reserva Karen Mogensen[9]. D'une superficie de 960 ha, elle se situe au centre de la péninsule de Nicoya, à proximité de la localité de San Ramón de Río Blanco.
- En hommage au couple, deux sentiers de la réserve nationale absolue de Cabo Blanco ont été baptisés Sendero de los Suecos (sentier des suédois) et Sendero Danés (sentier danois). Une plage située au sud de Malpaís a également été baptisée Playa de los Suecos (plage des Suédois).
- Un monument est érigé en leur honneur à l'entrée de la réserve en 2013 pour fêter le cinquantenaire de sa création. Il est composé des bustes du couple et d'une plaque indiquant : « Ils arrivèrent au Costa Rica en quête d'un rêve. Par leur vision et par leurs efforts, ils sont à l'origine de la création de la réserve naturelle absolue de Cabo Blanco en 1963 qui entraina la création des autres aires protégées. À Doña Karen et à Don Nicolás, à l'occasion du cinquantenaire de la création de cette réserve (1963-2013), le pays reconnaissant pour leur action et pour avoir transformé leur rêve en une réalité nationale. »